# Evangeli armeni de la infància
L'Evangeli armeni de la infància és un evangeli apòcrif escrit en llengua armènia que no sembla anterior al segle vi i que dona una versió molt novel·lada de la vida de Jesús. Coincideix en els temes i en la manera de desenvolupar-los amb altres evangelis de la infància, cosa que ha fet suposar un llibre bàsic del qual derivessin tots els altres. Les coincidències més importants són amb el Protoevangeli de Jaume i l'Evangeli del Pseudo-Mateu, encara que conté molts paral·lelismes amb l'Evangeli àrab de la infància i l'Evangeli del Pseudo-Tomàs.
El llibre consta de 28 capítols llarguíssims on, de manera redundant i monòtona va repetint els mateixos conceptes. És una traducció d'un text siríac a l'armeni, sembla que fet per propagandistes nestorians, tot i que atribueix a Jesús una concepció monofisista, negant-li la naturalesa humana. El text original segurament estava escrit en grec.
L'esquema de l'Evangeli es pot detallar així:
- Naixement de Maria, presentació al Temple, Anunciació.
- Naixement de Jesús
- Fugida a Egipte
- Tornada a Natzaret

Un dels paràgrafs sobre el naixement de Jesús parla de l'arribada dels Reis Mags el dia 9 de gener, acompanyats per una escorta de 12.000 homes. Dona els noms dels reis: Melkon, rei dels Perses, Gaspar, rei dels Indis i Baltasar, rei dels àrabs.